# Emitt Rhodes
Emitt Lynn Rhodes (Decatur, 25 febbraio 1950 – Hawthorne, 19 luglio 2020) è stato un cantautore, polistrumentista e scrittore statunitense. All'età di cinque anni con la sua famiglia si trasferì a Hawthorne, in California, dove visse fino alla morte. Considerato da molti "the one man Beatles", divenne noto per le sue registrazioni, effettuate tutte da solo, che nei primi anni settanta mostrano una chiara influenza di Paul McCartney sia nella parte vocale che in quella musicale. Rhodes iniziò la sua carriera nel gruppo The Palace Guard (come batterista) per poi entrare nei The Merry-Go-Round (come polistrumentista).

## Carriera discografica
I Merry-Go-Round avevano un contratto con la A&M Records quando però si separarono nel 1969. Rhodes registrò canzoni con la A&M per rispettare quel contratto, ma la A&M decise di non distribuirle al tempo. Rhodes allora decise di fare da sé e comprò l'attrezzatura per fare uno studio di registrazione nel garage dei suoi genitori. Rhodes registrò il suo primo disco (Emitt Rhodes) nello studio del garage. Ottenne un contratto con la ABC/Dunhill Records, che distribuì il suo album, così come i successivi due album che registrò (Mirror and Farewell to Paradise). Rhodes ottenne 5000 dollari per il suo primo album, Emitt Rhodes, che spese nell'acquisto di altri strumenti di registrazione. Il suo primo album ottenne grande successo con la critica, Billboard definì Rhodes "uno dei migliori artisti della scena musicale odierna" e in seguito definì il suo primo album "uno dei migliori del decennio".
Nel frattempo, poco dopo che Emitt Rhodes fu pubblicato dalla Dunhill, A&M decise di pubblicare le sue vecchie registrazioni nell'album The American Dream. L'album Mirror fu pubblicato nel 1971. Nel 1973 Dunhill pubblicò l'ultimo album di Rhodes, Farewell to Paradise.
Rhodes scrisse tutte le canzoni dei suoi album. In Emitt Rhodes, Mirror e Farewell to Paradise, suonò tutti gli strumenti e cantò tutte le parti vocali sempre nel suo studio di registrazione casalingo. Per la registrazione di Emitt Rhodes utilizzò un registratore a quattro tracce per gli strumenti. Successivamente trasferì le registrazioni su un registratore a otto tracce per aggiungere le parti vocali. Per le registrazioni di Mirror e Farewell to Paradise invece utilizzò direttamente un registratore a otto tracce.
Il contratto di Rhodes con la Dunhill richiedeva un album ogni sei mesi (sei album in tre anni), un ritmo impossibile per Rhodes, dovendo scrivere tutte le canzoni e registrando tutti gli strumenti nonché le parti vocali da sé. La Dunhill fece causa a Rhodes per 250.000 dollari e trattenne le royalties per la mancata consegna degli album nei tempi previsti dal contratto. Emitt Rhodes impiegò quasi un anno per le registrazioni, per l'album Mirror nove mesi, e Farewell to Paradise oltre un anno.

## The One Man Beatles: il film
Nel 2010 il successo internazionale del film-documentario The One Man Beatles di Cosimo Messeri, candidato tra gli altri al David di Donatello 2010 per il miglior film documentario, fece luce sul caso Emitt Rhodes, creando nuovo interesse sulla sua figura. In seguito la Universal Music ristamperà tutti i suoi dischi su cd e li metterà a disposizione anche sulla piattaforma digitale iTunes.

## Discografia
Album in studio
- 1967 - The Merry-Go-Round (con i The Merry-Go-Round)
- 1970 - Emitt Rhodes
- 1971 - Mirror
- 1971 - The American Dream
- 1973 - Farewell to Paradise
- 2016 - Rainbow Ends

Raccolte
- Daisy-Fresh from Hawthorne, California (The Best of the Dunhill Years)
- Listen, Listen: The Best of Emitt Rhodes
- The Merry-Go-Round: Listen, Listen: The Definitive Collection
- Royal Tenenbaums: Collector's Edition CD
- The Emitt Rhodes Recordings (1969–1972)

Singoli
con i The Merry-Go-Round:
- "Live"
- "Time Will Show the Wiser"
- "You're a Very Lovely Woman"
- "She Laughed Loud"
- "Listen, Listen"
- "'Til the Day After"

Singoli da solista
- "Fresh as a Daisy"
- "You Take the Dark Out of the Night"
- "Live Till You Die"
- "With My Face on the Floor"
- "Love Will Stone You"
- "Really Wanted You"
- "Golden Child of God"
- "Tame The Lion" / "Those That Die"
- "Just Me And You", "What's A Man To Do" / "This Wall Between Us"